# Becquet de l'Iton
Pour les articles homonymes, voir Becquet.
Le Becquet de l'Iton (ou Becquet de Chéraumont) est un ouvrage hydraulique de maçonnerie construit au XIIe siècle par Henri Ier Beauclerc. Ce barrage, inscrit à l’inventaire supplémentaire des monuments historiques en 2002, est localisé sur la commune de Bourth, en Normandie. Il est conçu pour départager les eaux de l'Iton en deux bras forcés, afin d'alimenter les places fortes de Breteuil-sur-Iton et de Verneuil-sur-Avre.

## Situation
Le becquet est situé dans le département de l'Eure sur la commune de Bourth entre le bois de Chéraumont à l'ouest et le hameau des Graviers à l'est ; à la frontière avec la commune de Francheville.

## Description
M. Vaugeois décrit la construction comme « […] un ouvrage hydraulique remarquable et ancien. C'est un barrage de la rivière solidement établi en maçonnerie, et présentant, en amont, un épi qui partage les eaux et les rejette […] dans deux canaux […] ». Ces deux canaux correspondent aux bras forcés de Verneuil au Sud et de Breteuil au Nord. Les berges s'élargissent devant le barrage et forment un bassin de retenue ; deux déversoirs y sont creusés : écartés en amont, ils se rejoignent au niveau de la maçonnerie, avec un angle inférieur à 45°[réf. souhaitée]. Les déversoirs ont des lamiers métalliques sur les bords et des piles en pierre de taille réparties le long afin de prévenir la formation d’embâcles.

## Étymologie
- bechez (c. 1170. Zool.) « petit bec »[5]
- bekkr (vieux norrois) « un bec » est un ruisseau[6] ou un banc[7].
- becquet (vieux normand) diminutif de bec, ruisseau[8] - de l'allemand bach, ou du scandinave beck ou baek[9].

## Histoire
Guillaume II le bâtard, duc de Normandie, décide de construire une forteresse à Breteuil-sur-Iton à la suite de la perte de son château de frontière à Tillières en 1054 et détourne une partie de l'Iton par un canal en aval de Francheville afin d'alimenter les fossés du bourg castral. Gabriel Vaugeois le décrit ainsi : « Guillaume-le-Conquérant avait établi sa prise d'eau, pour Breteuil, un peu au-dessous de Francheville ; son canal, qui passait par les champs de la Tournevraye, le Plessis, le Bois-Drouard, et la Gueroulde, arrivait, par le vieux étang de l'Allier, dans les fossés de Breteuil, d'où, après un quart de lieue de trajet, il rapportait ses eaux dans le lit primitif de l'Iton, un peu au-dessus du vieux château de Condé. ». Il est décrit comme à sec par Vaugeois en 1841.
En 1117, Henri Ier Beauclerc a besoin d'eau pour irriguer les fossés de sa nouvelle place forte Verneuil-sur-Avre ; l'Avre n'est pas satisfaisante car elle se situe en contrebas, ni d'un point de vue stratégique car coulant sur les terres du roi de France. Il commence alors par réaliser des travaux à la suite du bras aménagé par son père à la Rouillardière. Il aménage finalement entre 1119 et 1131 un seuil permettant de séparer les eaux de l'Iton en deux bras forcés : un pour Breteuil et l'autre pour Verneuil. Cet écartèlement aurait laissé à sec le lit naturel de la rivière, si bien qu'il est installé deux drains : « Deux pierres percées furent solidement établies sur deux points de la rive gauche du canal de Verneuil » désignées respectivement le trou-de-botte et le trou-de-corne, mesurant 6 et 3 pouces.
Au XVIIIe siècle,, le becquet est restauré presque à neuf ; pour une valeur de 6 300 francs or en 1810. Il est ensuite doté d'un déversoir en 1843 pour 14 000 francs or.
Le 20 juillet 1999, le SIHVI fait l'acquisition de 2 370 m2 de la parcelle B 111 (expropriation le 26 mars 2002 et début des travaux en septembre) afin d'avoir accès au site et d'entretenir l'ouvrage : évasement de 1 200 m3 de boues, replacement de pavés au fond des deux déversoirs, réparation des infiltrations du mur en gros moellons — posé sur des poutres en bois — qui sépare les deux bras à la sortie des bassins et en refaire la maçonnerie et les joints.
Le 14 octobre 2002, le site est inscrit à l’inventaire supplémentaire des monuments historiques avec notamment les bassins de retenue, les déversoirs, l'éperon et la maçonnerie, ainsi que les parcelles B 107, 108 et 110.
Entre mars et mai 2013, le site est aménagé pour les personnes à mobilité réduite et l'accès facilité depuis la route de Bourth avec la construction d'un parking ; l'inauguration a lieu le 6 septembre 2014. Le financement est réalisé à 39,1 % par le Conseil Général, à 25,7 % par le Conseil régional et 15,2 % par le FEADER.

## Gestion
Le Syndicat de rivière Intercommunal de la Haute Vallée de l’Iton (SIHVI) est chargé de la gestion de l'ouvrage. 